# Antic Ateneu Mataroní
L'Antic Ateneu Mataroní és un antic edifici del municipi de Mataró (Maresme) que va ser totalment transformat i que forma part de l'Inventari del Patrimoni Arquitectònic de Catalunya. Se n'ha conservat la façana de l'edifici original que dona a la cantonada de la Rambla i el carrer de Bonaire. Actualment, juntament amb l'antic Teatre Borràs del carrer de Bonaire, originàriament el teatre de l'Ateneu, acull la seu de la Fundació Iluro, derivada de l'obra social de la Caixa Laietana.

## Descripció
Era un edifici civil format per un conjunt de dues cases del segle xvii que, encara que originàriament foren independents, a finals del segle XX estaven unides per l'interior. En l'última reforma, la part corresponent al número 96 s'ha transformat totalment, mentre que la resta ha conservat la façana original, restaurada, tant als números 92-94 de la Riera com al carrer de Bonaire.
Encara s'hi poden veure els portals rodons dovellats amb dovelles de grans dimensions. Totes les obertures de la façana antiga, algunes modificades, presenten llindes, brancals i llindars realitzats amb carreus de pedra, així com els angles de l'edifici. La façana original és de planta baixa i dos pisos. L'edifici de la cantonada presenta un ampli voladís típic del segle xvii.